# Al-Kharaitiyat Sports Club
Maillots
Al-Kharaitiyat Sports Club (en arabe : نادي الخريطيات الرياضي), plus couramment abrégé en Al-Kharaitiyat SC, est un club qatari de football basé dans la ville d'Al Kharaitiyat dans la municipalité d'Umm Salal.

## Historique
- 1996 : fondation du club sous le nom de Al-Hilal
- 2004 : le club est renommé Al-Kharaitiyat Sports Club

## Palmarès
- Championnat du Qatar D2  (2)
  - Champion : 2004, 2008

## Évolution du logo

Ancien logo
Logo actuel

## Anciens joueurs
- Djamel Belmadi
- Karim Benounes
- Oumar Tchomogo
- Djair
- Joseph-Désiré Job
- Sabri Lamouchi
- Kaba Diawara
- Khaled Badra
- Anouar Diba
- Mounir El Hamdaoui
- Adnane Tighadouini
- Rachid Tiberkanine
- Imad Errahouli

## Anciens entraîneurs
- Mokhtar Mokhtar (2004–05)
- João Francisco (2005)
- José Roberto (2006)
- Ayman Mansour (2007)
- Luizinho (2007–08)
- Rodion Gačanin (2008)
- Moscofetch Nebojsa (2008)
- Nebojsa Vučković (2008)
- Bernard Simondi (Nov 1, 2008–Mars 23, 2011)
- Arturzinho (Fev 3, 2009–Mai 18, 2009)
- Lutfi Benzarti (Mars 2011–Jan 12)
- Laurent Banide (Jan 1, 2012–Mai 31, 2012)
- Bernard Simondi (Juil 23, 2012–Dec 31, 2013)
- Bertrand Marchand (Mai 2013–déc. 2014)
- Amar Osim (jan. 2015-nov. 2016)
- Ahmed Ajlani (nov. 2016-2018)
- Aziz El Amri (2018)
- Yousuf Adam Mahmoud (2018-)